# シューターズ・サンドイッチ

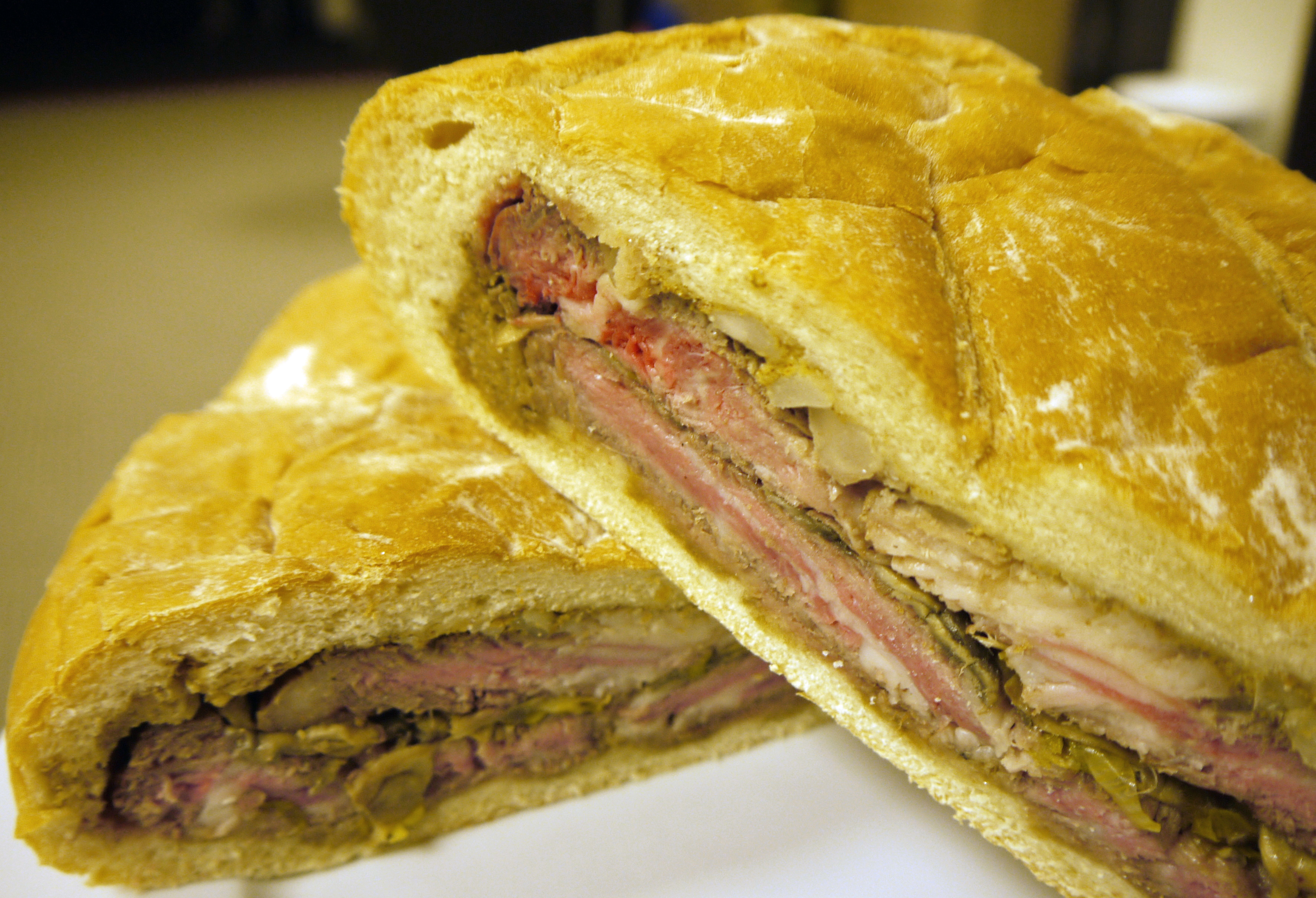
シューターズ・サンドイッチの例（カットしたもの）

シューターズ・サンドイッチ（英語: shooter's sandwich）は、イギリスで食されているサンドイッチ。丸いパンの中をくり抜き、ビーフステーキとソテーしたマッシュルームを詰めた料理である。
「狩猟者のサンドイッチ」の意であり、狩猟中の空腹を満たすため、狩猟前日に料理人や自分たちで作り、狩猟当日に食べていた料理とされる。
作り方の例
1. 粗みじん切りにしたマッシュルームをソテーする。
2. 皮の厚い丸いパンの上部分をカットし、厚い皮の部分を残しながら中を取り除く。
3. 薄くスライスした牛肉か、牛肉を叩いて薄くして、ステーキにする。
4. パンの中にマッシュルームとステーキを詰める。
5. 重石を乗せ冷蔵庫などで一晩寝かせる。

重石を乗せることで厚みが薄くなり、携帯しやすくなる。